# 만사니요 (쿠바)

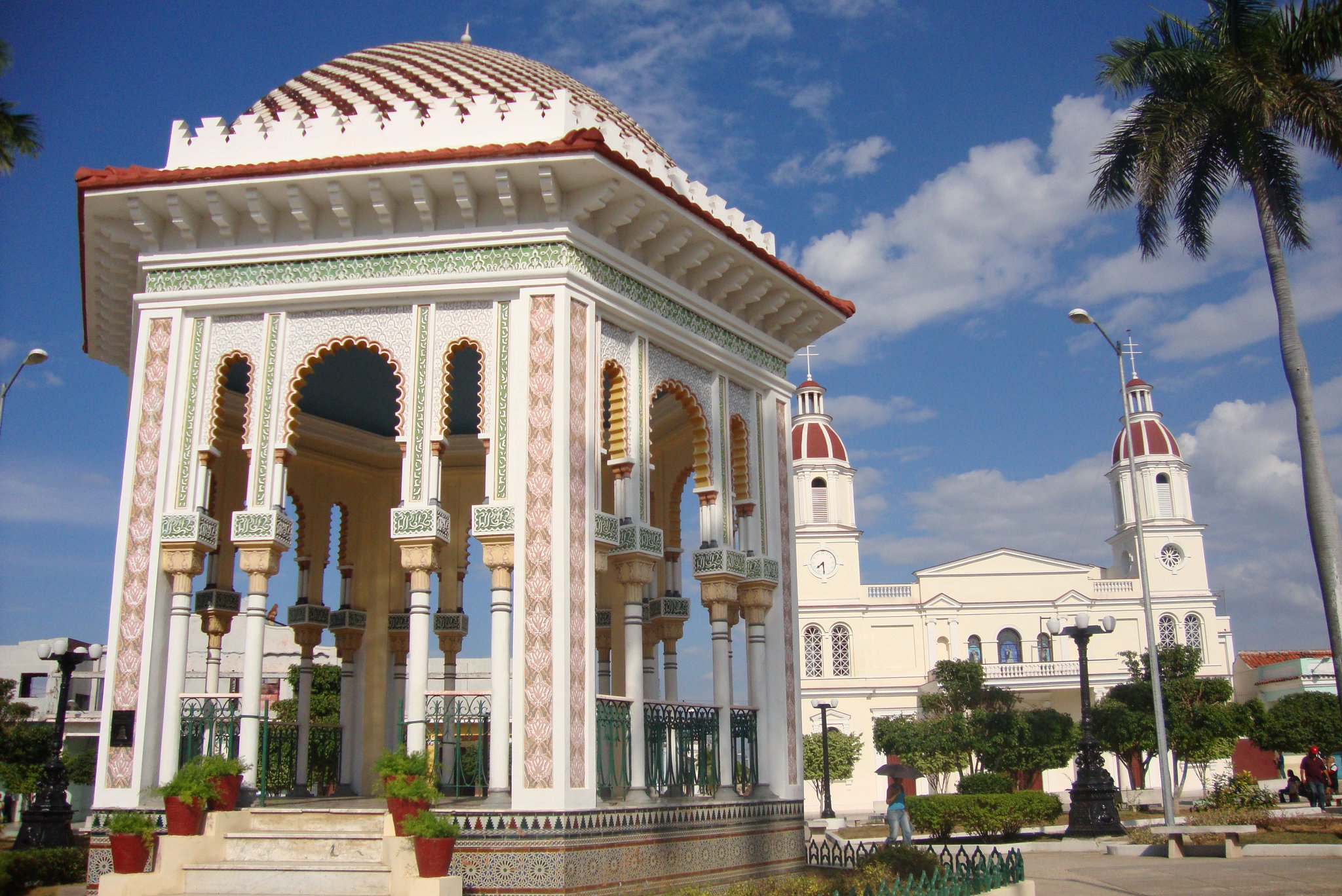
만사니요

만사니요(스페인어: Manzanillo)는 쿠바 그란마 주에 위치한 도시로 면적은 498km2, 높이는 25m, 인구는 130,789명(2004년 기준), 인구 밀도는 262.6명/km2이다. 도시가 설립된 시기는 1840년 1월 6일이다. 과카나야보 만과 접한 항구 도시이다.